# Verwerspoort
De Verwerspoort is een voormalige stadspoort van de Nederlandse stad Deventer. De ververij (verwery in oude spelling) van de stad lag bij de poort, waardoor voor de poort vaak geverfde stoffen in de IJssel werden gewassen.
Bergpoort 
· Brinkpoort 
· Duimpoort 
· Heestpoort 
· Kraanpoort 
· Melksterpoort
· Mosselpoort
· Noordenbergpoort
· Pijperspoort
· Raampoort
· Schoenmakerspoort
· Veerpoort 
· Verwerspoort 
· Vispoort 
· Vullerspoort
· Zandpoort